# Discoglossus galganoi
Discoglossus galganoi és una espècie d'amfibi anur de la família Discoglossidae endèmica de la península Ibèrica. No està amenaçada.